# Mistrzostwa Europy w Łucznictwie 1976
5. Mistrzostwa Europy w łucznictwie odbyły się w dniach 19 - 20 czerwca 1976 w Kopenhadze w Danii. 

## Medaliści

### Strzelanie z łuku klasycznego
| Konkurencja:           | Złoto:                                                      | Srebro:                                                 | Brąz:                                                            |
| indywidualnie kobiet   | Olga Rulenko                                                | Wałentyna Kowpan                                        | Zebiniso Rustamowa                                               |
| indywidualnie mężczyzn | Rolf Svensson                                               | Sante Spigarelli                                        | Kyösti Laasonen                                                  |
| drużynowo kobiet       | ZSRR · Olga Rulenko · Wałentyna Kowpan · Zebiniso Rustamowa | Niemcy · Sieglinde Schulz · Marion Oltmann · Rita Böser | Szwecja · Lena Sjöholm · Alva Dahlin · Anna-Lisa Berglund        |
| drużynowo mężczyzn     | Finlandia · Kyösti Laasonen · Kauko Laasonen · Jukka Inkeri | Szwecja · Rolf Svensson · Rune Wallner · Gunnar Jervill | Włochy · Sante Spigarelli · Giancarlo Ferrari · Cleante Mingozzi |

## Klasyfikacja medalowa
| Lp. | Państwo   | Złoto | Srebro | Brąz | Razem |
| 1.  | ZSRR      | 2     | 1      | 1    | 4     |
| 2.  | Szwecja   | 1     | 1      | 1    | 3     |
| 3.  | Finlandia | 1     | 0      | 1    | 2     |
| 4.  | Włochy    | 0     | 1      | 1    | 2     |
| 5.  | Niemcy    | 0     | 1      | 0    | 1     |